# Homoneura orientalis
Homoneura orientalis är en tvåvingeart som först beskrevs av Christian Rudolph Wilhelm Wiedemann 1830.  Homoneura orientalis ingår i släktet Homoneura och familjen lövflugor. Inga underarter finns listade i Catalogue of Life.